# Hill Valley

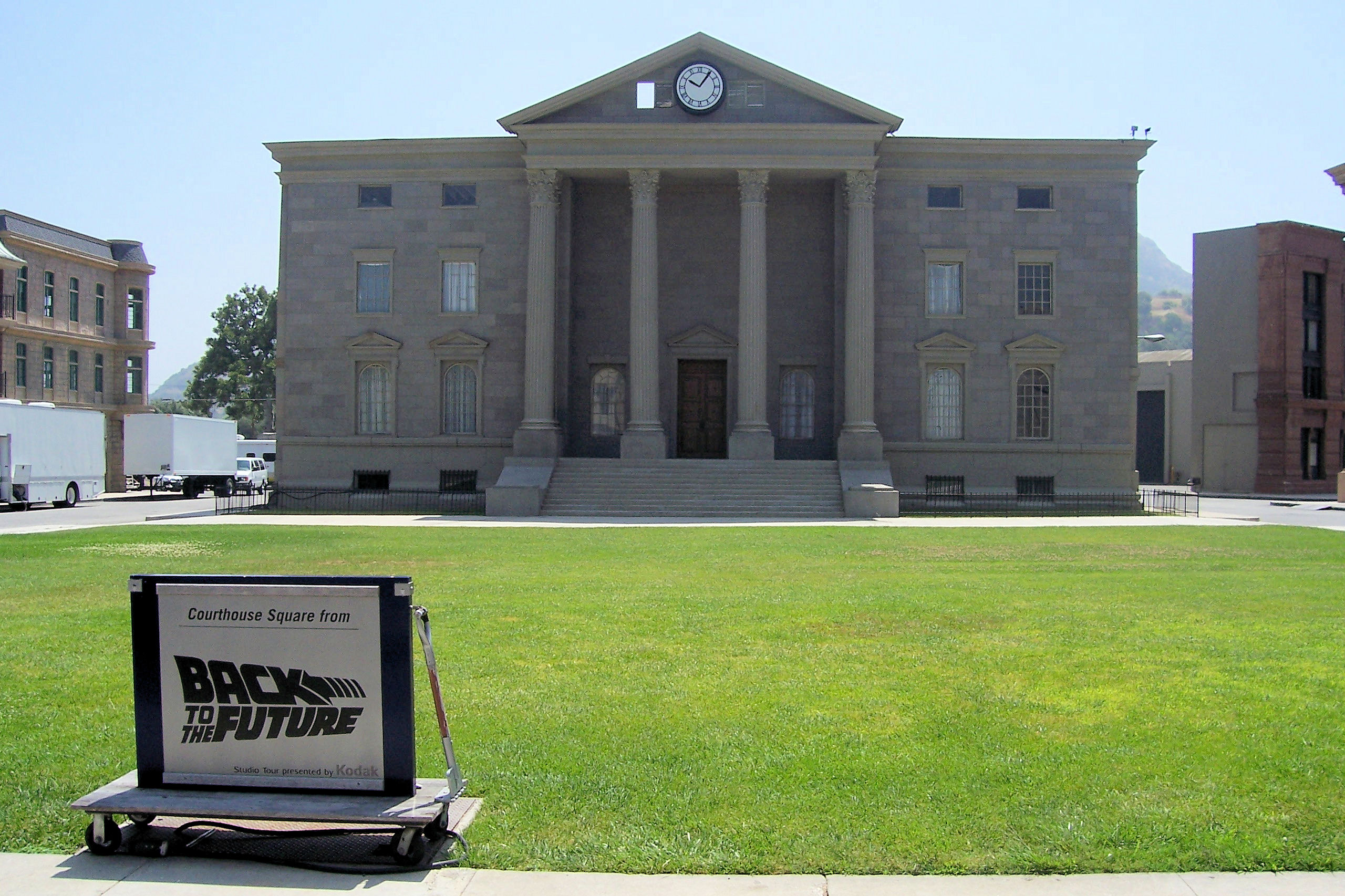
El set del juzgado de Hill Valley.

Hill Valley es una ciudad californiana ficticia de la trilogía de películas de Back to the Future y su serie animada. 
En la trilogía, Hill Valley se ve en cuatro diversos períodos (1885, 1955, 1985 y 2015) así como en una distópica realidad alternativa; por otro lado, en el videojuego de 2010 Back to the Future: The Game también se presencian los períodos de 1876, 1931 y 1986, junto a varias realidades alternativas de este último. Además del diagrama principal, las películas contienen muchas escenas de la ciudad, insinuaciones verbales que dan a conocer acontecimientos vividos por la ciudad y elementos detallados del diseño de la misma.
El nombre "Hill Valley" es en sí mismo una broma, creada a base de un oxímoron. Este nombre también es similar a Mill Valley, una ciudad real de California cercana a San Francisco.

## Historia
Aunque se desconoce su fecha de fundación, en la tercera película se ve que Hill Valley está marcada principalmente por la inauguración del reloj del edificio de los juzgados el 5 de septiembre de 1885. Un hecho que debería haber ocurrido fue la caída de la profesora del pueblo, Clara Clayton (Mary Steenburgen), por el barranco de Shonash el 4 de septiembre. Sin embargo, al estar Emmett Brown (Christopher Lloyd) y Marty McFly (Michael J. Fox) en 1885 impiden este suceso, cambiando mínimamente el futuro, ya que el barranco en lugar de pasar a llamarse Clayton cambia el nombre al de Eastwood, teniendo en cuenta el incidente con la locomotora. Dado que se efectúa el viaje en el tiempo, no se tiene más información acerca de lo sucedido hasta 1955. Se sabe que la familia de Emmett Brown llegó a Hill Valley en el año 1908 con el apellido Von Braun, posteriormente en la Primera Guerra Mundial la familia se lo cambiará a Brown. De las raíces de las familias Tannen y McFly se sabe más bien poco, tan solo que llegaron a Hill Valley entre 1850 y 1880, y que el bisabuelo de Marty, William McFly, nacido en 1885, fue el primer McFly nacido en América, por lo que su estancia en el pueblo debía de ser corta.

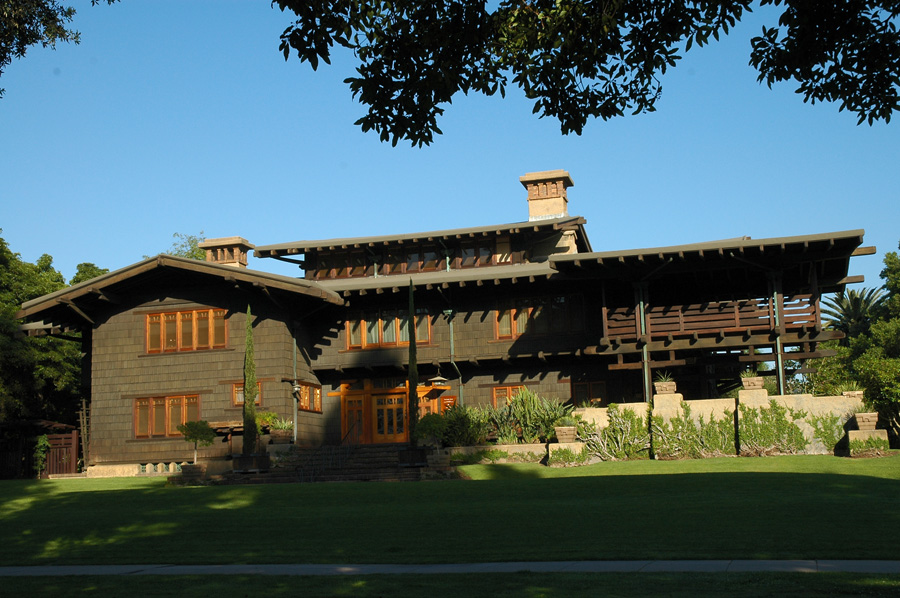
La casa Gamble (ubicada en Pasadena, California) fue usada como el hogar de Emmett Brown en las escenas ambientadas en 1955.

En 1955, el siguiente hecho importante es una fuerte tormenta eléctrica que azota la ciudad el 12 de noviembre de ese año, que desencadena la caída de un rayo en la torre de los juzgados de Hill Valley, destrozando la maquinaria del reloj, dejándolo parado en la hora que cayó el rayo, las 10:04 p. m.. Ese año coincide con las elecciones a alcalde de la ciudad. Esto se sabe porque mientras Marty está en 1955, ve pasar un coche que patrocina la reelección del alcalde en esa época, Red Thomas. Con la ida al pasado de Marty, el rayo caído en la torre le sirve para que la máquina del tiempo DeLorean pueda volver a 1985.
Tampoco se conservan hechos importantes ocurridos entre 1955 y 1985. El único podría ser la propuesta del alcalde Goldie Wilson para reparar el reloj de la torre, propuesta que la Sociedad Cultural de Hill Valley impide por ser un monumento histórico. Posteriormente, en el año 2015 se observa que la ciudad ha sido remodelada y modernizada. Goldie Wilson III, nieto del alcalde de la ciudad en 1985, ha proporcionado sistemas de aeroconversión para los coches, permitiendo a estos la capacidad de volar. También el edificio de los juzgados ha sido restaurado y reconvertido a centro comercial, y una vez más se intenta que el alcalde Wilson no repare el reloj, parado en 2015 desde hacía sesenta años.

### 1985 alternativo
En Back to the Future Part II, Marty compra un almanaque deportivo con los resultados desde 1950 hasta 2000. Doc le da una reprimenda y le obliga a deshacerse del libro, ya que no debee poner en peligro el continuo del espacio-tiempo. Desgraciadamente, un envejecido Biff Tannen (Thomas F. Wilson) escucha la conversación, y, en un descuido de Doc y Marty, roba la máquina del tiempo y se da el almanque a sí mismo en 1955.
Cuando Doc y Marty regresan a 1985 la historia ha cambiado por completo. Hill Valley es catalogada como "peor que el infierno" por el Doc Brown. La ciudad vive sumida en el caos y en la pobreza, y sólo hay un único ciudadano destacado en la ciudad y en todo el país por su gran fortuna, Biff Tannen. El ejército y la policía están siempre en las calles, y toda la población de la ciudad es vagabunda.
La zona de Lyon States, barrio residencial donde vive Marty, es un desierto infrahumano donde todas las casas salvo una están a la venta. El instituto de Hill Valley ya no existe, ya que fue incendiado en 1979. Todos los alrededores de Hill Valley son zona industrial, producto de las plantas de tratamiento de residuos llamadas Biffco, pertenecientes a Biff Tannen. Por si fuera poco, los juzgados de la ciudad fueron transformados en un lujoso casino-hotel de más de 20 pisos en el año 1979.
La familia de Marty ha sido destrozada. Su padre fue asesinado por Biff el 15 de marzo de 1973, y en el mismo año, Biff se ha casado con su madre. Su hermano Dave es un vagabundo, y su hermana Linda tiene graves problemas con los bancos. También Doc ha tenido un mal final, ya que ha sido encerrado en un psiquiátrico. Afortunadamente, Doc y Marty consiguen reparar la historia y todo vuelve a la normalidad.